# Dora Gad
Dora Gad, auch Dora Goldberg (hebräisch דורה גד; * 1912 in Câmpulung (Region Walachei), Rumänien; † 30. Dezember 2003 in Caesarea, Israel) war eine rumänisch-israelische Architektin, Innenarchitektin und Möbeldesignerin.

## Werdegang

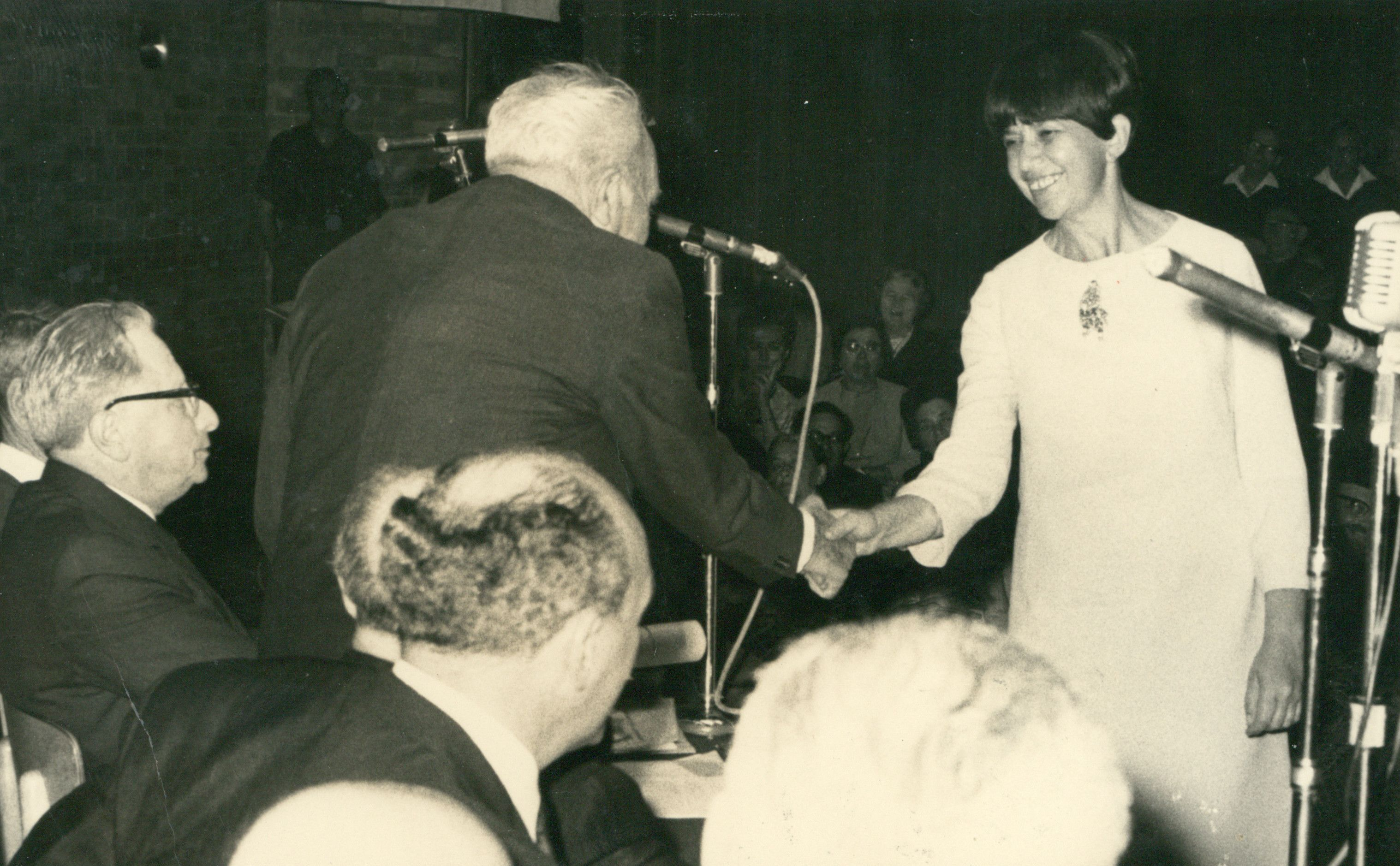
Dora Gad, 1966

Dora Gad, geborene Siegel, wurde in eine jüdische Familie geboren. Sie wuchs bei ihrem Großvater auf, einem Schneider, der ihre Liebe zur Architektur weckte. Dora Gad besuchte eine hebräische und eine staatliche Schule und übersiedelte 1930 nach Wien, um an der Technischen Hochschule Architektur zu studieren. 1934 schloss sie das Studium mit einem Diplom für Architektur und Maschinenbau ab. In Wien lernte sie Heinrich Goldberg kennen, der ebenfalls Architektur an der Technischen Hochschule studierte und ein überzeugter Zionist war. Die beiden heirateten 1936 und emigrierten noch im selben Jahr nach Palästina. Heinrich Goldberg nahm den hebräischen Vornamen Yehezkel an und beide änderten ihren Nachnamen auf Gad.
Dora Gad arbeitete zunächst als Innenarchitektin bei Oskar Kaufmann, einem renommierten ungarisch-jüdischen Architekten, der 1933 nach Palästina ausgewandert war und bei Alexander Klein. 1938 machte sie sich in Tel Aviv als eine der ersten Innenarchitektinnen und Möbeldesignerinnen selbstständig.
Die junge Designerin entwickelte einen individuellen, neuen Einrichtungsstil, der die lokalen Besonderheiten ihres Landes widerspiegelte. Kräftige Farben wie Orange, Lila, Gelb und Türkis erinnern an Sonnenuntergänge, Sand, Meer und Wüstengestein und vermitteln darin israelische Atmosphäre.
In den 1940er und 1950er Jahren wurden Dora und Yehezkel Gad zu den prominentesten Innenarchitekten Israels. Sie realisierten zahlreiche private und öffentliche Projekte für den neu gegründeten Staat: 1950 richteten sie unter anderem die Residenzen des Ministerpräsidenten und des Außenministers ein und 1956 die Nationalbibliothek in Jerusalem.
Nach dem Tod ihres Ehemanns 1958 heiratete sie ein Jahr später Efraim Ben-Artzi. Ihre Arbeit als Designerin setzte sie fort und begründete eine Partnerschaft mit Arieh Noy, einem ehemaligen Mitarbeiter ihres Ateliers. Als Team richteten die beiden zahlreiche Luxushotels in Israel ein wie das Hilton Tel Aviv und gestalteten die Innenausstattung der Knesset sowie den Flughafen Ben Gurion oder die Büros der nationalen Fluglinie EL AL. In Zusammenarbeit mit dem israelischen Architekten Alfred Mansfeld gestaltete Dora Gad das Israel-Museum in Jerusalem, das 1965 fertiggestellt wurde. Als erste Frau Israels gewann sie 1967 für dieses Projekt den Israel Prize für Architektur. Ihre Arbeiten gelten als Quintessenz israelischen Designs der 1950er bis 1970er Jahre und repräsentierten Image, Selbstverständnis und Identität des jungen israelischen Staates.

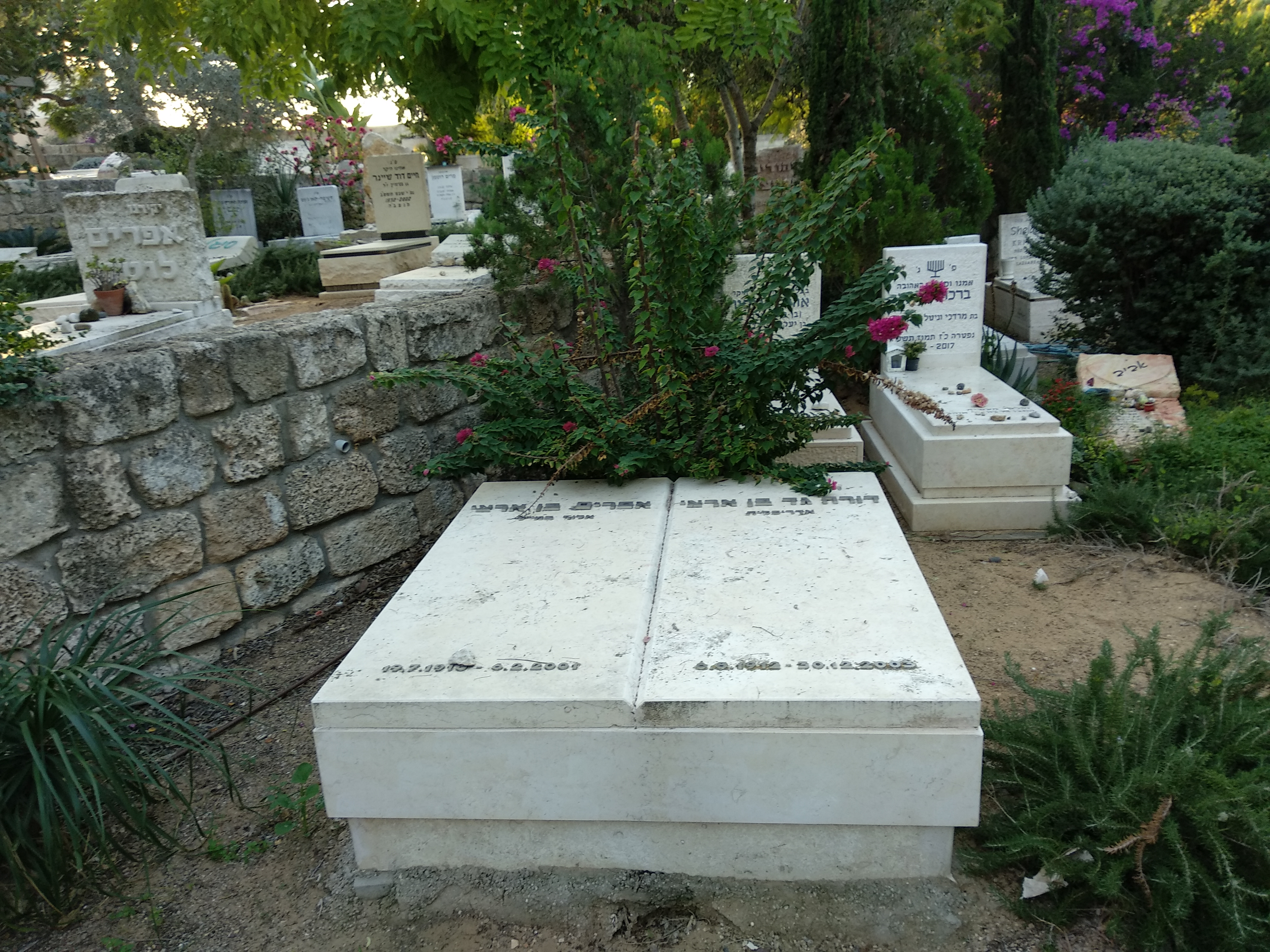
Grab von Dora Gad und Efraim Ben Arzi auf dem Friedhof Keisarya Caesarea

Durch mehr als ein halbes Jahrhundert intensiver Tätigkeit wurde Dora Gad zu einer der bekanntesten Designerinnen Israels. Im Jahr 1994 widmete ihr das Tel Aviv Museum of Art als erster und einziger Architektin des Landes eine umfassende Retrospektive, die sie selbst gestaltete; Dora Gad war damals bereits 82 Jahre alt. Am 31. Dezember 2003 starb sie im Alter von 91 Jahren in Caesarea in Israel.

## Werke (Auswahl)

### Innenausstattungen

#### Herzliya
- Sharon Hotel, 1953
- Accadia Hotel, 1955

#### Jerusalem
- Bet Agyon: Wohnung des Außenministers, 1942
- Givat Ram: National- und Universitätsbibliothek, 1956
- Knesset (israelisches Parlament), 1966
- Mount Scopus: Harry S. Truman Research Institute for Advancement of Peace, 1969
- Hilton Hotel, 1974

#### Lod
- Flughafen Ben Gurion: Terminal, 1973
- Synagoge, 1975

#### Ramat Gan
- Diamond Exchange Center, 1984

#### Tel Aviv
- Verwaltungsgebäude der Zim Company, 1955
- Hilton Hotel, 1965
- Dan Panorama Hotel, 1979

- Habakkuk Hotel, 1979
- Beit Ariela, 1980

#### Sdot Jam
- Dan Hotel, 1972

### Eigene Bauten

#### Jerusalem
- Haus Nahum Goldman, 1952

#### Ramat Gan
- Haus Moshe Sharet, 1950–55

#### Sdot Jam
- Haus Gad-Ben-Arzi, 1974
- Haus Nachtomi, 1988

#### Tel Aviv
- Hatam Sofer Street: Wohnhaus und Architekturbüro, 1958